# Rhodogonia miniata
Rhodogonia miniata är en fjärilsart som beskrevs av W. Warren 1897. Rhodogonia miniata ingår i släktet Rhodogonia och familjen Thyrididae. Inga underarter finns listade i Catalogue of Life.